# مور کوتسان
مور کوتسان (مجاری: Kóczán Mór; ۸ ژانویهٔ ۱۸۸۵ – ۳۰ ژوئیهٔ ۱۹۷۲) ورزشکار دو و میدانی اهل مجارستان بود.
وی در مسابقات کشوری و بین‌المللی در مجموع برندهٔ ۱ مدال برنز شده‌است.